# Ramses X
Ramses X var en fornegyptisk farao av Egyptens tjugonde dynasti. Hans regeringstid inföll mellan 1107/1103 f.Kr. och 1103/1099 f.Kr.
Ramses X:s grav var tänkt i KV18 i Konungarnas dal, men graven blev aldrig färdigställd och sannolikt övergiven, och hans mumie har aldrig blivit funnen.